# Patrik Schick
Patrik Schick (* 24. Januar 1996 in Prag) ist ein tschechischer Fußballspieler. Der Stürmer begann seine Karriere bei den beiden Prager Vereinen Sparta und Bohemians 1905. Im Jahr 2016 ging er mit 20 Jahren ins Ausland nach Italien und spielte dort für Sampdoria Genua und die AS Rom. Nach einer einjährigen Leihe nach Deutschland zu RB Leipzig wechselte er 2020 zu Bayer 04 Leverkusen.
Schick ist seit 2011 in den Auswahlen des tschechischen Verbandes aktiv. 2016 kam er noch vor seinem Wechsel ins Ausland zu seinem Debüt für die A-Nationalmannschaft.

## Karriere

### Vereine

#### Anfänge in Prag
Schick begann seine Profikarriere bei seinem Ausbildungsverein Sparta Prag. Noch als U19-Spieler debütierte er dort im April 2014 in der Profimannschaft und bestritt bis zum Saisonende im Pokal und in der Meisterschaft, die die Mannschaft beide gewinnen konnte, insgesamt drei Pflichtspiele. Anschließend rückte er zur Saison 2014/15 fest in den Profikader auf, kam in der kompletten Spielzeit aber wettbewerbsübergreifend nur zu sieben Pflichtspieleinsätzen. Für die folgende Saison 2015/16 wurde er daraufhin an den Ligakonkurrenten Bohemians Prag 1905 ausgeliehen, für den er als Stammspieler 27 Erstliga- sowie zwei Pokalspiele bestritt.

#### Wechsel nach Italien
Zur Spielzeit 2016/17 verpflichtete ihn der italienische Erstligist Sampdoria Genua. Für den Verein stand der Tscheche in 35 von 41 Pflichtpartien auf dem Feld und wies dabei elf Tore sowie drei Vorlagen vor. 
Ende Juni 2017 stand Schicks Wechsel zum italienischen Rekordmeister Juventus Turin so gut wie fest. Nach dem Medizincheck, der am 22. Juni 2017 in Turin stattgefunden hatte, wurde der Transfer am 18. Juli 2017 jedoch einvernehmlich abgesagt. Im August 2017 wechselte Schick für eine gestaffelte, maximale Ablösesumme von 42 Millionen Euro innerhalb der Serie A zur AS Rom, bei der er einen Dreijahresvertrag erhielt. Für die Roma spielte er erstmals in seiner Karriere in der Champions League, gelangte mit ihr bis ins Halbfinale, musste sich dort jedoch mit ihr dem FC Liverpool geschlagen geben. In seiner zweiten Spielzeit konnte Schick lediglich sieben Torbeteiligungen in 32 Spielen vorweisen.

#### RB Leipzig
Zur Saison 2019/20 wechselte der Stürmer für ein Jahr auf Leihbasis in die deutsche Bundesliga zu RB Leipzig. Hier verdrängte Schick ab November 2019 Stammspieler Yussuf Poulsen im Angriff erfolgreich und spielte unter Cheftrainer Julian Nagelsmann häufig mit Timo Werner und Christopher Nkunku zusammen. Im Winter gelang ihm mit dem Verein dessen erstmalige Qualifikation für das Champions-League-Achtelfinale und in der Folge schließlich auch für das Viertel- und Halbfinale. Der Tscheche wurde weiterhin regelmäßig eingesetzt, erzielte zehn Tore und bereitete drei weitere vor. Bevor er zunächst nach Italien zurückkehrte, hatten sowohl RB Leipzig wie auch der Spieler geäußert, künftig gerne weiter zusammenarbeiten zu wollen. Zu einer Rückkehr Schicks kam es nicht.

#### Bayer Leverkusen
Anfang September 2020 wechselte Schick erneut nach Deutschland, diesmal fest zu Bayer 04 Leverkusen. Er erhielt bei der „Werkself“ einen Vertrag mit einer Laufzeit bis Mitte 2025, der im Mai 2022, vorzeitig, bis zum 30. Juni 2027 verlängert wurde. Nachdem Schick in der Saison 2020/21 in 29 Spielen 9 Tore erzielt hatte, konnte er auch in der Sommerpause mit der Nationalmannschaft bei der Europameisterschaft auf sich aufmerksam machen und wurde für 2021 vom tschechischen Fußballverband erstmals als Fußballer des Jahres ausgezeichnet. In der darauffolgenden Saison 2021/22 erzielte er für Leverkusen 24 Tore in 27 Spielen, womit er zweiter in der Bundesliga-Torschützenliste hinter Robert Lewandowski vom FC Bayern München wurde. Für das Jahr 2022 wurde er daraufhin erneut vom Verband als tschechischer Fußballer des Jahres sowie erstmals auch mit dem Goldenen Ball der tschechischen Sportjournalisten ausgezeichnet.
Die Saison 2022/23 war für Schick geprägt von Adduktorenbeschwerden, deretwegen er mit einer kurzen Ausnahme seit Herbst 2022 ausgefallen war. Im Juni 2023 unterzog er sich daher einer Operation und gab sein Comeback am 26. Oktober 2023 im Europa-League-Spiel gegen Qarabağ Ağdam. Am 16. Bundesliga-Spieltag, dem letzten im Jahr 2023, stand er erstmals in der Saison in der Startelf und erzielte in der ersten Hälfte einen lupenreinen Hattrick.

### Nationalmannschaft
Von 2011 bis 2017 durchlief Schick die tschechischen Nachwuchsnationalmannschaften von der U16 bis zur U21 und absolvierte dort insgesamt 47 Junioren-Länderspiele. Mit der U21-Auswahl nahm er 2017 an der U21-Europameisterschaft in Polen teil.
Am 27. Mai 2016 debütierte Schick in der tschechischen A-Nationalmannschaft bei einem Freundschaftsspiel gegen Malta, wobei ihm dort in der Nachspielzeit mit dem Tor zum 6:0-Sieg auch sein erster Treffer gelang. Ab dem Frühjahr 2018 kam er regelmäßig als Startelfspieler zum Einsatz und konnte sich mit der Mannschaft für die Europameisterschaft 2020 qualifizieren, die um ein Jahr auf den Sommer 2021 verschoben wurde. Bei der Endrunde dort gelangen ihm beim 2:0-Sieg seines Teams im ersten Gruppenspiel gegen Schottland beide Tore, darunter ein vielbeachteter Treffer aus mehr als 45 Metern Entfernung. Er kam in allen fünf Partien zum Einsatz, ehe das tschechische Aufgebot im Viertelfinale gegen Dänemark ausschied, und erzielte dabei mit insgesamt fünf Toren gemeinsam mit Cristiano Ronaldo die meisten Treffer des Turniers.

## Erfolge
Im Verein
- Deutscher Meister: 2024
- Deutscher Pokalsieger: 2024
- Deutscher Supercupsieger: 2024
- Tschechischer Meister: 2014
- Tschechischer Pokalsieger: 2014

Individuelle Auszeichnungen
- Gewinner des Silbernen Schuhes bei der EM 2021
- Tschechischer Fußballer des Jahres (2×): 2021, 2022
- Goldener Ball der Tschechischen Republik: 2022[12]
- Spieler des Monats der Bundesliga: Dezember 2021
- Wahl in die VDV 11: 2021/22